# Вісенте Переда
Вісенте Переда (ісп. Vicente Pereda Mier, нар. 18 липня 1941, Толука) — мексиканський футболіст, нападник. По завершенні ігрової кар'єри — футбольний тренер.
Як гравець відомий виступами за клуб «Толука» та національну збірну Мексики.

## Клубна кар'єра
Вісенте Переда втратив у дитинстві батьків і його виховувала тітка, яка проживала в Мехіко. В столиці Мексики він і почав робити свої перші кроки у футболі.
У дорослому футболі дебютував 1960 року виступами за команду «Толука». Кольори цього клубу і захищав протягом усієї своєї кар'єри гравця, яка тривала цілих шістнадцять років. Один з найкращих футболістів в історії клубу. Більше голів за Вісенте Переду в складі «Толуки» забив лише парагвайський форвард Хосе Кардосо.

## Виступи за збірну
1963 року дебютував в офіційних матчах у складі національної збірної Мексики. Протягом кар'єри у національній команді, яка тривала 8 років, провів у формі головної команди країни 21 матч і забив 6 голів. 
У складі олімпійської збірної країни брав участь на домашніх для мексиканців Олімпійських іграх.

## Кар'єра тренера
Розпочав тренерську кар'єру, повернувшись до футболу після невеликої перерви у 1982 році. Очолив тренерський штаб клубу «Монтеррей». Наразі досвід тренерської роботи обмежується цим клубом.

## Титули та досягнення

### Клубні
- Володар кубка чемпіонів КОНКАКАФ (1): 1968
- Чемпіон (3): 1967, 1968, 1975
- Віце-чемпіон (1): 1971
- Володар суперкубка (2): 1967, 1968

### Збірні
- Срібний призер Чемпіонату націй КОНКАКАФ: 1967
- Переможець Панамериканських ігор: 1967

### Індивідуальні
- Найкращий бомбардир чемпіонату Мексики (1): 1970 (20 голів)